# Жанатап
Жанатап (каз. Жаңатап) — село в Актогайском районе Павлодарской области Казахстана. Входит в состав Муткеновского сельского округа. Код КАТО — 553249300.

## Население
В 1999 году население села составляло 325 человек (165 мужчин и 160 женщин). По данным переписи 2009 года, в селе проживало 278 человек (145 мужчин и 133 женщины).